# Nestor Urechia
Nestor Urechia (n. 10 mai 1866, București, România – d. 9 aprilie 1931, București, România) a fost un prozator și un inginer român, membru al Mișcării cercetășești din România, autorul unor cărți pentru copii și a unor monografii turistice.

## Biografie
S-a născut la București, părinții lui au fost istoricul și scriitorul V. A. Urechia și soția lui Luiza (n. Wirth-Pester). A fost frate cu umoristul Alceu Urechia. Din 1874 până în 1885, a urmat ciclul primar și liceal la un institut privat. Apoi, din 1886 până în 1897, a mers la École Polytechnique și École nationale des ponts et chaussées din Paris. În 1897 a devenit profesor la școala Națională de Poduri și Drumuri din București. Prima sa publicație a fost povestea scurtă Moartea lui P., care a apărut în Literatorul în 1882. Din 1898 până în 1916, el a răspuns de întreținerea drumului național Câmpina - Predeal. Din 1917 până în 1920, a fost director în Ministerul Lucrărilor Publice. Din 1920 până în 1929, a condus Școala pentru directorii de lucrări publice.

## Opere
Cărțile publicate de Urechia includ Conferințe (1901); Un proiect de geografie socială a României (1902), unde a prevăzut cercetarea sociologică; Zânele din Valea Cerbului. Povești pentru copii (1904), retipărită în șaisprezece ediții până în 1987; Dans les Carpathes roumaines, Paris (1906), versiunea franceză a ceea ce a apărut mai târziu ca În Bucegi (1907), care au fost publicate în 2017 cu titlul Dans les Bucegi, în traducerea fragmentelor lipsă de Gabrielle Danoux și monografia Drumul Brașovului (1913). Contribuțiile lui au apărut în Revista nouă , Viața literară și artistică , România viitoare, La Roumanie, Printre hotare și La Politique. Fermecătoarea natură , o antologie, a apărut în 1924. A fost secretar-șef de editare a revistei Propilee literare din anii 1926 până în 1930, unde a folosit pseudonimul Ortens, N. Pan, Ortens Anineanu, Bucegicus, N. Jnepeanu, Stroie Miclescu și Nestor.

## Activitate
Nestor Urechia a făcut parte din Turing Clubul României. El a fost un călător neobosit, pentru care "poezia orizontului" a fost un remediu pentru durere și tristețe și a fost printre precursorii literaturii turistice românești. Cartea sa din 1916 Robinsonii Bucegilor a fost laureată de Academia Română.

## Caracterizări
Ne părăsește un om foarte cult și înzestrat cu un frumos talent literar, un iubitor pasionat al țării sale, în natura de azi, în amintirile de ieri, dar mai ales unul de o nesfârșită modestie și bunătate, Nestor Urechia. Prin viață,s-a strecurat ca o umbră, evitând tot ce era zgomot, tot ce putea să pară dorință de a fi văzut, putință de a fi apreciat. Greaua lui copilărie și tinerețe, apăsarea unui nume care sub multe raporturi era greu de purtat i-au dat această înfățișare simbolică, sub care va rămînea în amintirea acelora cari, fie numai prin scris ca mine, l-au cunoscut (Nicolae Iorga).

## Legături externe
- În Bucegi, pe Wikisource
- Prefață la Harta județului Ilfov
- Portret în revista Universul literar